# Mathis Type 1-B
La Type 1-B era un'autovettura di fascia alta prodotta tra il 1910 ed il 1914 dalla Casa automobilistica francese Mathis.

## La Type 1-B
La Type 1-B fu la vettura che diede ufficialmente l'avvio della Mathis come Casa automobilistica. Si trattò in effetti della prima vera vettura con il marchio della Casa di Strasburgo.
Fu prodotta inoltre in svariate configurazioni di carrozzeria, tutte di tipo signorile, come la limousine e la coupé de ville. Non mancò, comunque, anche una versione commerciale per le piccole consegne di merci.
Come nel caso della Hermes, prima vettura prodotta da Émile Mathis in collaborazione con Ettore Bugatti, la Type 1-B divenne abbastanza nota anche presso il mercato tedesco, dove venne chiamata 8/20 PS.
La Type 1-B era equipaggiata da un motore a 4 cilindri da 2085 cm³ di cilindrata. Tale motore era fornito su licenza dalla Stoewer, una Casa automobilistica tedesca attiva fino alla fine della Seconda guerra mondiale.
La potenza erogata dal propulsore della Type 1-B era di 22 CV e la velocità massima era di 70 km/h.
La lubrificazione era di tipo meccanico, mentre l'impianto frenante agiva sulle ruote posteriori e sulla trasmissione, come si usava nelle prime auto del secolo scorso.
La trazione era posteriore ed il cambio era a 4 marce.

## L'erede: la Type OOUO
Alla fine del 1911, la Type 1-B fu tolta ufficialmente di produzione, ma l'anno dopo fu introdotta la Type OOUO (nome ripreso dalla sigla di progetto del telaio), una vettura dalle caratteristiche simili, che prese di fatto il posto della Type 1-B, ma con forti allacciamenti ad essa, tra cui anche il fatto di battezzare molte delle configurazioni di carrozzeria con dei nomi. Per esempio, la versione torpedo a 4 posti della Type 1-B era denominata Standard e ciò si ripeté anche nella nuova vettura. Alcuni però indicavano questa versione come Touring.
Praticamente identiche anche le varianti di carrozzeria offerte, con l'aggiunta di una versione commerciale a pianale posteriore scoperto, una sorta di antico pick-up.
La differenza principale stava nel motore, che stavolta era prodotto dalla Mathis ed era un 4 cilindri da 1846 cm³ in grado di erogare 22 CV come nella Type 1-B. La stessa potenza a fronte di una cilindrata ridotta.
Il resto della meccanica riprendeva grosso modo quello della Type 1-B.
Questa nuova vettura fu prodotta fino al 1914.